# Río Carangola
El río Carangola es un curso de agua que baña los estados de Minas Gerais y de Río de Janeiro, siendo así un cuenca federal, tributaria del río Muriaé y, por lo tanto, afluente del río Paraíba del Sur. Nace en la sierra del Cabuçu, en el municipio de Orizânia, Minas Gerais y su desembocadura está situada en el municipio de Itaperuna, Río de Janeiro, en el río Muriaé, realizando 130 km de recorrido. Los tres saltos que el río Carangola presenta en el municipio de Tombos, fueron puntos geográficos usados en 1843 para fijar el límite entre los territorios de Minas Gerais y de Río de Janeiro.

## Municipios bañados por el río Carangola

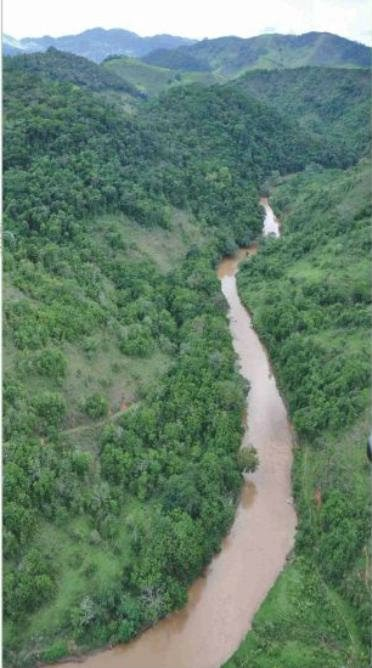
Río Carangola

Siguiendo el curso del río, desde su nacimiento a su desembocadura, los municipios bañados por el río Carangola son Orizânia, municipio en el que las montañas dividen las cuencas de los ríos Carangola y Dulce, Divino, Carangola, Haría Leemos, Tombos, Porciúncula, Natividad e Itaperuna. En la localidad de Itaperuna el río Carangola desagua en el río Muriaé.

### Municipios mineros
- Orizânia
- Divino
- Carangola
- Haría Leemos
- Tombos

### Municipios fluminenses
- Porciúncula
- Natividad
- Itaperuna

## Mayores municipios

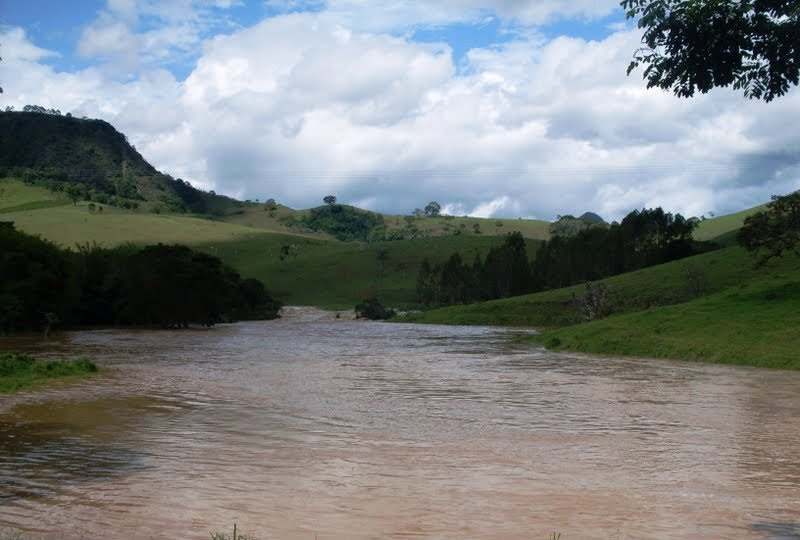
Río Carangola

Los mayores municipios de la cuenca del río Carangola son Carangola, en Minas Gerais, e Itaperuna, en el estado de Río de Janeiro.

## Fábricas hidroeléctricas
- Pequeña Central Hidroeléctrica - Carangola (PCH - Carangola)
- Central Generadora Hidroeléctrica Divino (CGH en Carangola)
- Fábrica Hidroeléctrica de Tombos - UHE